# Autoroute A 37
Die Autoroute A 37 war eine geplante französische Autobahn, die die Städte Poligny und Besançon miteinander verbinden sollte. Die Planungen reichten bis in das Jahr 1990 zurück, das Projekt wurde jedoch 2010 aufgegeben.

## Geschichte

### Frühere Nummerierung
Als Autoroute A 37 wurde erstmals ein Autobahnabschnitt zwischen Nancy und Beaune bezeichnet. Die Autobahn führte auf einer Gesamtlänge von 244 km durch die Regionen Bourgogne, Champagne-Ardenne und Lorraine. Die Eröffnung erfolgte 1974. 1982 wurde die Autobahn zum Teil der Autobahn 31.

### Weitere Planungen
Als A 37 wurde ein Autobahnprojekt zwischen Poligny und Besançon bezeichnet. Die Planungen begannen in den 1990er Jahren. Die Gesamtlänge der Autobahn sollte etwa 55 km betragen, davon sollten etwa 20 km parallel zur bestehenden Nationalstraße 83 verlaufen. Da sich das Projekt schon in den ersten Studien als unrentabel erwies, wurde es von den Plänen für die Realisierung aus öffentlichen Mitteln im Jahr 2002 ausgeschlossen. Die Planungen wurden jedoch bis zur endgültigen Aufgabe im Jahr 2010 fortgesetzt.